# Мітч Грассі
Мітчелл Кобі Майкл Грассі, скорочено Мітч Грассі (англ. Mitchell Coby Michael Grassi, англ. Mitch Grassi; 24 липня 1992, Арлінгтон, США) — американський співак і музикант, найбільш відомий як учасник а капела-квінтету Pentatonix. Також є YouTube-особистістю і веде інтернет-шоу Superfruit з іншим учасником групи і найкращим другом — Скоттом Хоінгом.

## Життєпис
Мітч виріс в Арлінгтоні, штат Техас, США. Батьки — Майк і Нел Грассі. Також у Мітча є старша сестра Джесса (різниця у віці 7 років). Мати Мітча — дантист-гігієніст, сестра — фрілансер-письменник.
З Скоттом Хоінгом Мітч познайомився в початкових класах на театральній постановці «Чарлі і Шоколадна фабрика». Пізніше, в Джеймс Мартін Хай Скул, вони зустріли Кірстін Малдонадо, організували акапела-тріо і в 2010 році записали свій перший кавер на пісню Lady Gaga «Telephone».
У 2011 році для участі в проекті «The Sing-Off» до них приєдналися Кевін Олусола і Аві Каплан. Квінтет виграв третій сезон проекту. Через виступ Мітч пропустив церемонію вручення атестатів в день закінчення школи.
Назву гурту було запропоновано Скоттом Хоінгом і походить від пентатоніки — музичної гами з п'яти нот в октаві (по аналогії з п'ятьма учасниками групи).

## Кар'єра
Мітч є контратенором і наймолодшим учасником групи Pentatonix. На сьогоднішній день група випустила п'ять альбомів, один з яких «That's Christmas To Me» став двічі платиновим. У лютому 2015 року група виграла премію Греммі в номінації «Краще інструментальне аранжування або аранжування акапела» з композицією «Daft Punk». На даний момент канал групи на YouTube має більше 16 мільйонів підписників і більше чотирьох мільярдів переглядів.
У 2015 році група отримала другу премію Греммі в номінації «Краще інструментальне аранжування або аранжування акапела» за композицію «Dance Of The Sugar Plum Fairy», а в 2017 році — третє Греммі в номінації «Краще кантрі-виконання дуетом або групою» за пісню «Jolene» — Pentatonix за участю Доллі Партон.

### Сторонні проекти
У серпні 2013 року спільно з другом дитинства і учасником групи Скоттом Хоінгом створює інтернет-шоу Superfruit на YouTube, яке виходять в ефір щовівторка. У своїх роликах хлопці влаштовують змагання, відповідають на запитання глядачів, а також організують спільні випуски з іншими відомими ютуберами і знаменитостями. Музиканти часто знімають кавери на композиції інших виконавців, таких як Бейонсе, Тейлор Свіфт, Майлі Сайрус і Трой Сіван. На даний момент у каналу більше 4,5 мільйонів підписників.

## Особисте життя
Грассі — гей; у 2017 році читачі журналу Out обрали його другим за популярністю серед геїв-холостяків після Адама Ламберта. Станом на 2016 рік Грассі живе в Голлівуді.